# Мороховець Тетяна Савеліївна
Тетяна Савеліївна Мороховець (18 березня 1952 — 29 жовтня 2017) — українська майстриня витинання, писанкарства, живописиця, графікеса та поетеса. Членкиня літературного об'єднання «Веселка Дністрова», художнього об'єднання «Барви Поділля» (Могилів-Подільський, 2000).

## Біографія
Тетяна Мороховець народилася 18 березня 1952 року в місті Сороки (Молдова). Дитячі роки пройшли в селі Цекинівка Ямпільського району, де мешкала її бабуся. З дитинства проявляла талант до малювання, спочатку навчалася у дитячій художній школі. В 1972 році, за фахом — художник-майстер, закінчила Вижницьке училище прикладного мистецтва.
Згодом одружилася з військовим журналістом Мороховцем Володимиром і багато років працювала військовою художницею в гарнізонних будинках офіцерів, військових газетах. Була членкинею Спілки журналістів СРСР (як військова журналістка).
У 1992 році зі Львова, де в той час працювала викладачкою образотворчого мистецтва, переїхала на Вінниччину до м. Могилів-Подільський.
2000—2010 роки працювала методисткою Могилів-Подільського Будинку народної творчості, де освоїла техніку та досягла високої майстерності виконання у таких видах народного мистецтва, як витинанка та писанка-дряпанка. Тісно співпрацювала з Вінницьким обласним центром народної творчості.

## Мистецька діяльність
У 1966 році презентувала свою першу персональну виставку у кінотеатрі міста Сороки. У 1980 році посіла І місце за серію графічних робіт «Старовинний Будапешт» на Міжнародному конкурсі, що проходив в Угорщині.
У 1988 році презентувала персональну виставку в місті Легниця (Польща), а вже в 1994 році — у Могилів-Подільському Будинку народної творчості.
За роки своєї творчої діяльності майстриня брала активну участь в обласних та всеукраїнських виставках, зокрема була учасницею Всеукраїнських свят народного мистецтва — «Українська витинанка» (2005, 2008, 2011, рр.), «Великодня писанка» (2007, 2010, 2013, 2016 рр.), Всеукраїнського конкурсу прикордонних військ «Смарагдова ліра» (2007 р.), Міжнародного фестивалю народного мистецтва «Космач-2007», ІV та V Міжнародного етнофестивалю «Шешори Подільські» (2008,2009 рр.), Всеукраїнської виставки витинанки «Паперове мереживо українських художників» (2008 р., м Львів).
У творчому доробку Тетяни Мороховець нараховується понад 1000 живописних і графічних картин, біля 500 витинанок та велика кількість писанок-дряпанок.
Деякі її роботи представлені у Вінницькому обласному краєзнавчому музею.
Авторка поетичних збірок «Рік Дракона» (1988), «Квітка на долоні» (2005).